# 7,5 cm Feldkanone 16 neuer Art
A 7,5 cm FeldKanone 16 neuer Art (rövidítve 7,5 cm F.K. 16 n.A. vagy 7,5 cm FK 16 nA, magyarul 7,5 cm-es tábori löveg 16, új minta) egy tábori löveg volt, amit Németország használt a második világháború alatt. Eredetileg egy első világháborús löveg volt, 7,7 cm Feldkanone 16 jelöléssel, de a világháborút túlélő lövegeket a németek a harmincas évek elején ellátták egy új, az akkoriban szabványos 7,5 cm-es lövegcsővel. Nem modernizálták viszont járművontatásra és megmaradt az eredeti faküllős kereke is, illetve a két ülés a lövegpajzs előtt. A lóvontatás miatt nem voltak elég mozgékonyak a gépesített alakulatok követésére, ezért másodvonalbeli tüzérségként, illetve kiképzésre használták.

## Egyéb adatok
- Lövedék súly:
  - 5,83 kilogramm (HE)
  - 6,8 kilogramm (Páncéltörő)
- Töltet: TNT vagy amatol
- Töltet súly: 0,52 kilogramm

## Fordítás
- Ez a szócikk részben vagy egészben  a(z)   7.5 cm FK 16 nA című angol Wikipédia-szócikk ezen változatának fordításán alapul.  Az eredeti cikk szerkesztőit annak laptörténete sorolja fel. Ez a jelzés csupán a megfogalmazás eredetét és a szerzői jogokat jelzi, nem szolgál a cikkben szereplő információk forrásmegjelöléseként.